# Izbrisana (film)
Izbrisana je celovečerni film, ki ga je napisal in režiral Miha Mazzini po lastnem  romanu. Svetovno premiero je imel na A festivalu Tallinn Black Nights Film Festival 2018, 25. novembra 2018, slovensko pa 25. februarja 2019 v Cankarjevem domu. V svoj spored ga je uvrstila tudi televizijska mreža HBO. V redni kinematografski distribuciji je bil poleg Slovenije tudi na Hrvaškem, kjer ga je časopis Jutarnji list izbral kot enega od petih najboljših filmov leta 2019 z ozemlja bivše Jugoslavije.
Za leto 2019 si je delil prvo mesto med najbolj gledanimi domačimi filmi tega leta (brez mladinskih in otroških filmov). Ko je bila leta 2023 Slovenija uradna gostja  knjižnega sejma v Frankfurtu, je film izbrala televizija ZDF/Arte in ga ob tem dogodku predvajala ter na svoji pretočni platformi ponudila v 44 državah.
Film se ukvarja s tematiko  izbrisa velike skupine državljanov, ki ga je slovenska vlada izvedla leta 1992.
Ob predvajanju filma na RTV Slovenija 4. novembra 2020, je minister za notranje zadeve Aleš Hojs na twitterju film komentiral s "Sramota kaj plačujemo!" in naslednji dan ponovil: "SRAMOTA".

## Vsebina
Izbrisana je zgodba o samski mamici Ani, ki v porodnišnici ugotovi, da je ni v računalniških sistemih, da uradno ne obstajata ne ona ne njen novorojenček. Je zgodba o tem, kaj se je dogajalo Slovencem, rojenim na napačnem koncu razpadle države, ki so jim v devetdesetih letih na upravnih enotah luknjali osebne izkaznice. 
Kaj se zgodi, če izpadeš iz sistema? Lahko te izženejo iz države, morda ti sosedje zasedejo stanovanje, ostaneš brez službe, zdravnika, celo otroka … 
Anino mrzlično iskanje rešitve se prelevi v napeto zgodbo, ki spotoma podrobno razišče anomalije slovenskega družbenega sistema.

## Recenzije
1. "Izbrisana je dobro napisana, neposredna zgodba, ki ji najbolj koristi igra Judite Franković Brdar, ki je obenem povsem predana in polna odtenkov na točno pravih mestih.", Vladan Petkovic, Cineuropa, november 2018.[9]
2. "Film dobro prikaže, kako dokončno človeka dotolče izguba državljanskega statusa. Koliko vrat se nenadoma zapre, v koliko zagatnih situacijah se človek znajde, kako praznega, ponižanega, ranljivega se počutiš, ko ti država najprej vzame identiteto, nato pa obrne hrbet.", Špela Barlič, Dnevnik, 26. februar 2019.[10]
3. "Zgodba je napeta in osredotočena", Kinorecenzija tedna, ocena 4/5, Igor Harb, Vikend magazin, 1. marec 2019.
4. "Prvi slovenski film o izbrisu ni slab - ni pa dober.", ocena "zadržan +", Marcel Štefančič, Mladina, 1. marec 2019.[11]
5. "Sicer pa je film Izbrisana izdelek, na katerega smo lahko ponosni tudi mi, ki z njim nimamo nič, razen da je v njem končal tudi kak naš davkoplačevalski evro. Kajti kinematografija, ki zna tudi kritično spregovoriti o tragedijah in neumnostih lasnega naroda, je res kaj vredna.", ocena 4/5, Zdenko Matoz, Delo, 6. marec 2019.[12]
6. "fiasko", Matic Majcen, Večer, 16. marec 2019.[13]
7. "spretno narejen film med trilerjem in dramo, Judita Franković je zares odlična", Nenad Polimac, Jutarnji list, 13. april 2019[14]
8. "Moj osebni favorit med vsemi filmi, kar sem jih do sedaj videla na festivalu FIFF", ocena 10/10, Mehr News Agency, Iran, 22. april 2019[15]
9. "Čudovita igra glavne igralke v filmu, ki pove pomembno zgodbo in se konča zelo pametno in subtilno", Noah Charney, Balkanist, april 2019[16]
10. "Miha Mazzini je napisal odličen in inteligenten scenarij", Marijana Jakovljević, Glas Koncila, Hrvaška, 1. maj 2019[17]
11. "Izjemne stranske vloge in neprekosljiva glavna", Rafaela Rudelić, Ziher.hr, Hrvaška, 1. junij 2019[18]
12. "Priljubljena in odlična hrvaška igralka nosi film kot prava filmska zvezda", Marko Njegić, Slobodna Dalmacija, Hrvaška, 6. junija 2019[19]

## Festivali
1. San Sebastián International Film Festival 2017, Španija, sekcija Glocal in Progress (še nedokončani filmi), septembra 2017[20]
2. Festival slovenskega filma 2018, septembra 2018 (štiri nagrade)
3. svetovna premiera Tallinn Black Nights Film Festival 2018, Estonija, sekcija prvenci, 25. novembra 2018[21]
4. Trieste Film Festival 30, 2019, Italija, tekmovalni program, 21. januarja 2019[22]
5. FEST Beograd, Srbija, 2019, tekmovalni program, 1. marca 2019[23] (ena nagrada)
6. Festival International du Film d'Aubagne, Francija, 2019, tekmovalni program, 19. marca 2019[24]
7. LICHTER Filmfest Frankfurt International, Nemčija, Extra Regional program, 30. marca 2019[25]
8. IFF Panamá, Festival Internacional de Cine de Panamá, Panama, 6. - 8. april 2019[26]
9. The Cleveland International Film Festival, ZDA, East Europe Competition, 3. - 6. april 2019, [27]
10. Festival tolerancije - JFF Zagreb, Hrvaška, 13. april 2019[28]
11. Fajr International Film Festival, Iran, april 2019, [29]
12. Neisse Filmfestival, Nemčija - Poljska - Češka, 12. april 2019[30]
13. 21114 – Film fest, Novi Sad, Srbija, 13. junij 2019[31]
14. Valletta Film Fest Competition, Malta, 14. junij 2019[32]
15. Pulski filmski festival, Hrvaška, 15. julij 2019 [33] (dve nagradi)
16. Manarat IFF, Tunisia, 1. julij 2019[34]
17. Oostende IFF, Belgium, 6. september 2019[34]
18. Raindance IFF, Anglija, 26. do 28. september 2019 (ena nagrada)
19. Ravac IFF, Moldovia, 2. oktober 2019[34]
20. 43ª Mostra internacional de cinema, Sao Paolo, Brazilija, oktober 2019[35]
21. Crime & Panishment, Turčija, tekmovalni program, november 2019[36]
22. Eastern Neighbours Film Festival, Nizozemska, 7. novembra 2019[37]
23. Zagreb FF, Hrvaška, 7. novembra 2019
24. Balkan Film Festival Ulm, Nemčija, 8. novembra 2019
25. 20e Arras Film Festival, Francija, november 2019[38]
26. BASTAU IF, Almaty, Kazakhstan, 3. do 7. decembra 2019[39] (ena nagrada)
27. Valjevski filmski susreti, Valjevo, Srbija, 15. december 2019[40]
28. Balkan Film Festival, Rim, Italija, 8. do 11. oktober 2020[41]
29. Gangneung International Film Festival 5-14 Nov. 2020, Južna Koreja (literatura in film)[42]

## Nagrade
1. Judita Franković Brdar za najboljšo glavno žensko vlogo, Festival slovenskega filma 2018
2. Judita Franković Brdar, Zlata arena za najboljšo glavno žensko vlogo v sekciji manjšinskih koprodukcij, 66. puljski festival, Pula, Hrvaška, 2019[43]
3. Judita Franković Brdar, posebna pohvala Federacije filmskih kritikov Evrope in Mediterana - FEDEORA, 66. puljski festival, Pula, Hrvaška, 2019[43]
4. Judita Franković Brdar za najboljšo glavno žensko vlogo, BASTAU IF, Almaty, Kazakhstan, 2019
5. Sanja Džeba za najboljšo kostumografijo, Festival slovenskega filma 2018
6. Jura Ferina, Pavao Miholjević, Vladimír Godár za najboljšo izvirno glasbo, Festival slovenskega filma 2018
7. Matjaž Pavlovec za najboljšo scenografijo, Festival slovenskega filma 2018
8. Miha Mazzini za najboljši scenarij, festival FEST, Beograd, 2019[44]
9. Miha Mazzini za najboljši scenarij, festival Raindance, London, 2019[45]
10. Ankica Jurić Tilić, hrvaška koproducentka, je dobila evropsko nagrado Eurimages Co-Production Award za koproduciranje pomembnih filmov novih režiserjev in v obrazložitvi je naveden tudi film Izbrisana, 2019[46]

## Nominacije
1. Judita Franković Brdar nominirana za najboljšo igralko leta za film Izbrisana, Jutarnji list, 29. december 2019[47]
2. Film nominiran za medijsko nagrado Žarometi 2018, junij 2019[48]
3. Nominacija za najboljši scenariji na festivalu Raindance, Anglija, 2019.[49]
4. George Gund III Memorial Central and Eastern European Film Competition, Cleveland International Film Festival 2019[50]
5. najboljši film, Trieste Film Festival 2019[50]
6. najboljši film, Valletta Film Festival 2019[50]

## Predstavitve
1. III. dnevi novega slovenskega filma, Sarajevo, BIH, marec 2019[51]
2. Venezia legge i Balcani, Benetke, Italija, 18. oktober 2019[52]
3. Dani Slovenačkog Filma, Beograd, Srbija, 7. december 2019[53]
4. Dani Slovenačkog Filma, Pančevo, Srbija, 4. do 7. december 2019[54]
5. Četrti Dnevi slovenskega filma, Pula, Hrvaška, oktobra 2020[55]
6. European Film Week 2020, Teheran, Iran, 0d 7. do 16. novembra 2020[56]
7. Balkan Film Week 2021, Lepzig, Nemčija, 26. maj 2021[57]